# Pachrophylla
Pachrophylla es un género de polillas de la familia Geometridae.

## Especies
- Pachrophylla aorops Prout, 1926
- Pachrophylla esmerelda Butler & Salvin, 1893
- Pachrophylla linearia Blanchard, 1852
- Pachrophylla margaretae Sperry, 1954